# Paris (schip, 1921)
De Paris was een Frans passagiersschip dat als oceaanlijner was bestemd voor de trans-Atlantische lijnvaart tussen Frankrijk en de Verenigde Staten. Het was bij de oplevering in 1921 het grootste Franse passagiersschip.

## Bouw
De Paris werd gebouwd door de Chantiers de l'Atlantique te Saint-Nazaire voor de Compagnie Générale Transatlantique. De kiel was gelegd in 1913, maar door de Eerste Wereldoorlog werd de Paris pas in 1916 te water gelaten en in 1921 helemaal afgewerkt.

## Reizen
Als gevolg van de Grote Depressie waren er op de trans-Atlantische route onvoldoende passagiers en werd het schip ingezet als cruiseschip.

## Interieur

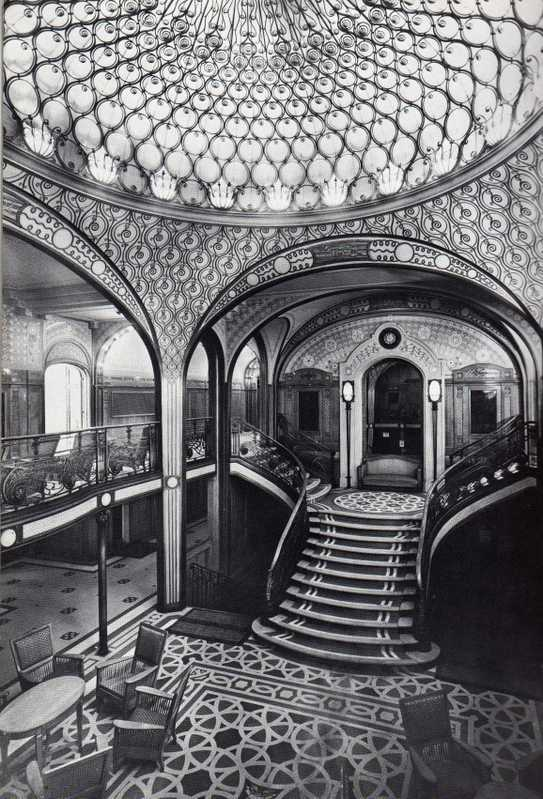
Het trappenhuis van het schip
(1921)

Het interieur van de Paris weerspiegelde de overgang in stijl van jacobeaans, tudor, barok en palladianisme naar art nouveau en art deco.
De Paris bood ongekende luxe. De kajuiten in eerste klasse hadden rechthoekige vensters in plaats van ronde patrijspoorten. Ze hadden ook telefoon, wat in die tijd als uitzonderlijk gold.

## Motoren
Het schip werd voortgestuwd door turbines op stookolie en kon 21 knopen varen. De passagiers kregen rondleidingen in de machinekamer.

## Brand

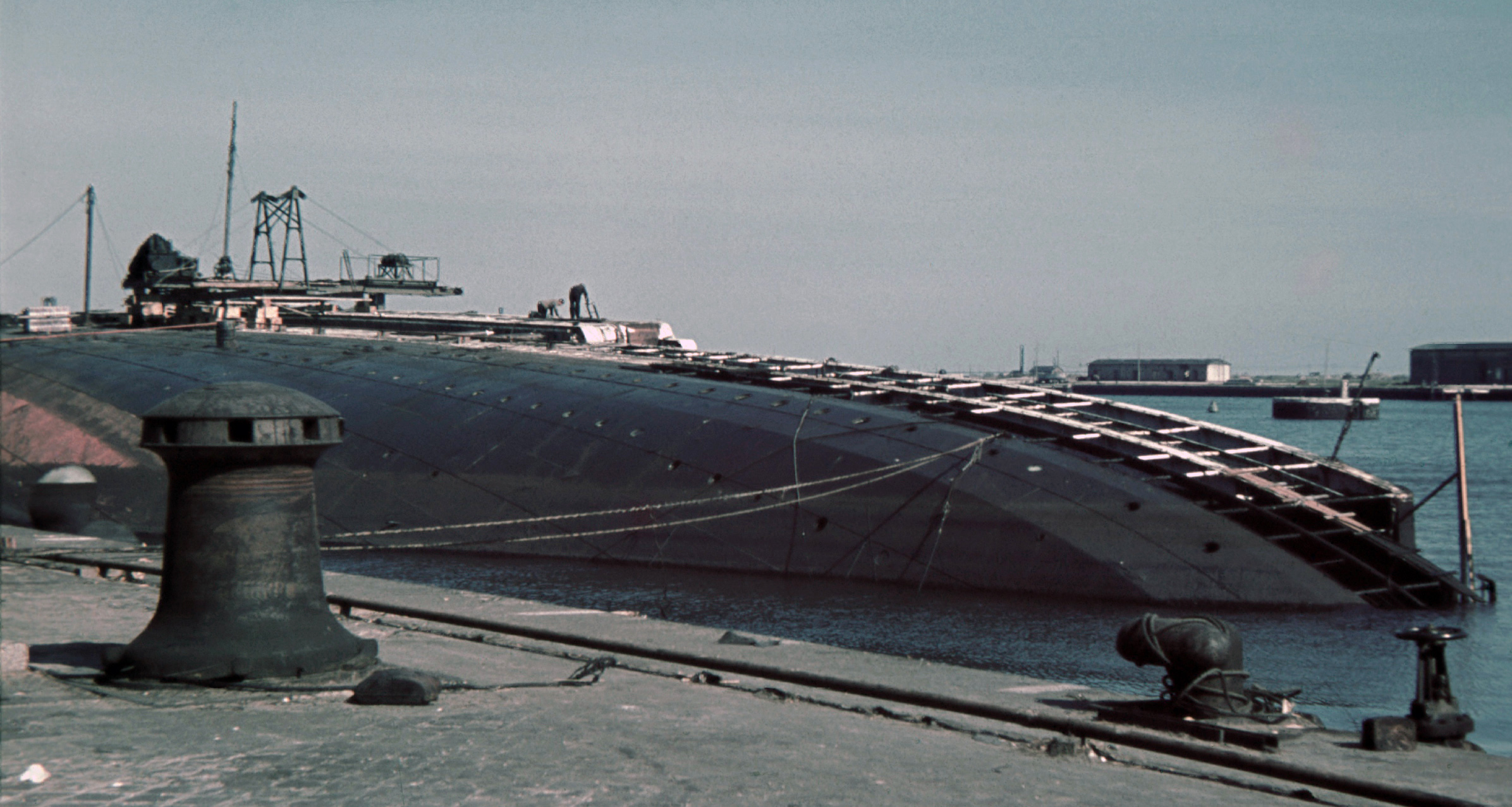
Het schip gezonken in de haven van Le Havre
(1941)

Op 18 april 1939 vloog de Paris in brand toen het in Le Havre aan de kade lag. De Paris blokkeerde de nieuwe Normandie. De Paris kapseisde en zonk. Het wrak bleef op de bodem liggen. Later brak de Liberté los bij een storm en botste op het wrak van de Paris.